# Okres Thierstein
Okres Thierstein (německy Bezirk Thierstein) je jedním z 10 okresů v kantonu Solothurn ve Švýcarsku. Administrativním centrem okresu je Breitenbach.

## Geografie
Okres Thierstein se nachází severozápadní části kantonu Solothurn. Jeho exkláva Kleinlützel sousedí s Francií. Většina povrchu okresu je hornatá.

## Seznam obcí
| Znak        | Název obce  | Počet obyvatel (31. 12. 2022) | Rozloha (km²) | Hustota zalidnění (obyv./km²) |
| ----------- | ----------- | ----------------------------- | ------------- | ----------------------------- |
| Bärschwil   | Bärschwil   | 786                           | 11,19         | 70                            |
| Beinwil     | Beinwil     | 268                           | 22,66         | 12                            |
| Breitenbach | Breitenbach | 4153                          | 6,80          | 611                           |
| Büsserach   | Büsserach   | 2361                          | 7,55          | 313                           |
| Erschwil    | Erschwil    | 943                           | 7,43          | 127                           |
| Fehren      | Fehren      | 602                           | 1,48          | 407                           |
| Grindel     | Grindel     | 503                           | 3,08          | 163                           |
| Himmelried  | Himmelried  | 956                           | 6,03          | 159                           |
| Kleinlützel | Kleinlützel | 1191                          | 16,32         | 73                            |
| Meltingen   | Meltingen   | 650                           | 5,76          | 113                           |
| Nunningen   | Nunningen   | 1969                          | 10,31         | 191                           |
| Zullwil     | Zullwil     | 660                           | 3,66          | 180                           |
| Celkem (12) | Celkem (12) | 15 042                        | 102,27        | 147                           |